# Донка Гюзелева-Сарафова
Донка Иванова Гюзелева-Сарафова е българска театрална актриса от началото на 20 век.

## Биография
Донка Гюзелева е родена през 1879 година в София в семейството на министъра на народното просвещение Иван Гюзелев.
През 1897 година семейството ѝ я изпраща да учи в Петербург – първо в курс за възпитание на девици, а след това в Петербургската театрална школа, където учи театрално майсторство. На път за Петербург среща начинаещия актьор Кръстьо Сарафов, който също заминава да учи в школата. През 1901 година двамата сключват брак (първи от общо четирите на Сарафов и единствен за Гюзелева) и им се раждат трима сина.
В периода 1905–1906 Донка Гюзелева-Сарафова играе в Свободния театър, а от 1906 до 1916 година е част от трупата на Народния театър. Въплътява се в различни роли, сред които:
- Наташа в „На дъното“ на Максим Горки;
- Мис Ферей в „Мис Хобс“ на Джером Джером;
- Анютка в „Силата на мрака“ на Лев Толстой;
- Марийка в „Под игото“ на Иван Вазов.[1]

Донка Гюзелева-Сарафова почива през 1973 в германския град Есен.